# Gymnosiphon aphyllus
Gymnosiphon aphyllus là một loài thực vật có hoa trong họ Burmanniaceae. Loài này được Blume mô tả khoa học đầu tiên năm 1827.